# Not ALONE not HITORI/ミラクル STAY TUNE!/Shooting Voice!!
- ラブライブ!シリーズ > ラブライブ!サンシャイン!! > Aqours > Not ALONE not HITORI/ミラクル STAY TUNE!/Shooting Voice!!
- ラブライブ!シリーズ > ラブライブ!虹ヶ咲学園スクールアイドル同好会 > 虹ヶ咲学園スクールアイドル同好会 > Not ALONE not HITORI/ミラクル STAY TUNE!/Shooting Voice!!
- ラブライブ!シリーズ > ラブライブ!スーパースター!! > Liella! > Not ALONE not HITORI/ミラクル STAY TUNE!/Shooting Voice!!

「not ALONE not HITORI/ミラクル STAY TUNE!/Shooting Voice!!」（ノット・アローン・ノット・ヒトリ／ミラクル・スティ・チューン／シューティング・ボイス）は、Aqours・虹ヶ咲学園スクールアイドル同好会・Liella!によるコラボレーションシングル（スプリット・シングル）。2021年11月24日にLantisから発売された。

## 背景
ラブライブ!シリーズ作品の枠を超えたコラボレーションシングル第2弾。26人全員で一つの曲を歌唱した前作「LIVE with a smile!」とは異なり、グループごとに分かれたスプリットシングルとなっている。

## 制作・音楽性
表題曲の「not ALONE not HITORI」「ミラクル STAY TUNE!」「Shooting Voice!!」は、いずれもニッポン放送『ラブライブ!シリーズのオールナイトニッポンGOLD』のタイアップソングとなっている。
Aqoursが歌唱している「not ALONE not HITORI」は、メインパーソナリティの降幡愛に合わせ、シングル曲では初の黒澤ルビィがセンターを担当する。
虹ヶ咲学園スクールアイドル同好会が歌唱している「ミラクル STAY TUNE!」は、12人体制となった虹ヶ咲学園スクールアイドル同好会として初のシングル曲となった。曲の途中に非常に長いセリフパートがあり、神奈川県で行われた『LoveLive! Series Presents COUNTDOWN LoveLive! 2021→2022 〜LIVE with a smile!〜』で初披露された際は原曲通り歌われたが、大阪府で開催された4thライブ『ラブライブ！虹ヶ咲学園スクールアイドル同好会 4th Live! 〜Love the Life We Live〜』では関西弁ver.が披露された。
Liella!が歌唱している「Shooting Voice!!」は、バージョン違いを除くと、歌いだしがラブライブの楽曲では初となるアカペラとなっている。

## リリース
2021年11月24日にLantisから、「Aqours盤」「虹ヶ咲学園スクールアイドル同好会盤」「Liella!盤」の3形態でリリースされ、収録曲はどの形態も同一だが、それぞれジャケットが異なっている。共通点として、「ON AIR」のサインランプが配置されている。
初回限定特典として、カウントダウンライブ『LoveLive! Series Presents COUNTDOWN LoveLive! 2021→2022 〜LIVE with a smile!〜』のチケット2次先行抽選申込券が封入される。

## チャート実績
2021年11月22日付のオリコンデイリーランキングでは1.2万枚を売り上げ3位にランクインした。その後も7日間連続でデイリー3位以内をキープし、2021年12月6日付オリコン週間シングルランキングでは初動3.5万枚を売り上げ初登場3位にランクインした。

## 収録曲
| #         | タイトル                                                  | 作詞      | 作曲               | 編曲                | 時間  |
| --------- | --------------------------------------------------------- | --------- | ------------------ | ------------------- | ----- |
| 1.        | 「not ALONE not HITORI」(Aqours)                          | 畑亜貴    | 小高光太郎 UiNA    | 小高光太郎 谷ナオキ | 5:13  |
| 2.        | 「ミラクル STAY TUNE!」(虹ヶ咲学園スクールアイドル同好会) | NOVECHIKA | NOVECHIKA 吉村隆行 | 遠藤ナオキ          | 4:51  |
| 3.        | 「Shooting Voice!!」(Liella!)                             | 宮嶋淳子  | 小幡康裕           | 出羽良彰            | 4:38  |
| 4.        | 「not ALONE not HITORI」(Off Vocal)                       |           |                    |                     | 5:13  |
| 5.        | 「ミラクル STAY TUNE!」(Off Vocal)                        |           |                    |                     | 4:51  |
| 6.        | 「Shooting Voice!!」(Off Vocal)                           |           |                    |                     | 4:31  |
| 合計時間: | 合計時間:                                                 | 合計時間: | 合計時間:          | 合計時間:           | 29:17 |